# Les Mars
Les Mars – miejscowość i gmina we Francji, w regionie Nowa Akwitania, w departamencie Creuse.
Według danych na rok 1990 gminę zamieszkiwały 274 osoby, a gęstość zaludnienia wynosiła 21 osób/km² (wśród 747 gmin Limousin Mars plasuje się na 374. miejscu pod względem liczby ludności, natomiast pod względem powierzchni na miejscu 495.).